# Cambarus speciosus
Cambarus speciosus är en kräftdjursart som beskrevs av Hobbs 1981. Cambarus speciosus ingår i släktet Cambarus och familjen Cambaridae. IUCN kategoriserar arten globalt som nära hotad. Inga underarter finns listade i Catalogue of Life.